# Оман на Светском првенству у атлетици у дворани 2012.
Оман је шести пут учествовао на Светском првенству у атлетици у дворани 2012. одржаном у Истанбулу од 9. до 11. марта. Репрезентацију Омана представљао је један такмичар, који се такмичио у трци на 400 метара.
Оман није освојио ниједну медаљу али је њихов такмичар остварио лични рекорд.

## Учесници
Мушкарци:
- Hussein Al-Fedheili — 400 м

## Резултати

### Мушкарци
| Атлетичар           | Дисциплина | Лични рекорд | Квалификације | Квалификације | Полуфинале           | Полуфинале           | Финале               | Финале       | Детаљи |
| Атлетичар           | Дисциплина | Лични рекорд | Резултат      | Место         | Резултат             | Место                | Резултат             | Место        | Детаљи |
| ------------------- | ---------- | ------------ | ------------- | ------------- | -------------------- | -------------------- | -------------------- | ------------ | ------ |
| Hussein Al-Fedheili | 400 м      |              | 55,15 ЛР      | 6. у гр. 5    | Није се квалификовао | Није се квалификовао | Није се квалификовао | 31 / 31 (32) |        |